# ماري ماكدونالد
ماري ماكدونالد (بالإنجليزية: Mary Macdonald)‏ هي أكاديمية بريطانية، ولدت في القرن العشرين.